# Eleanor Patterson
Eleanor Patterson (født 1996) er en australsk atlet, der konkurrerer i højdespring. 
Hun repræsenterede sit land under verdensmesterskaberne i atletik 2015 i Beijing, hvor hun blev nummer 8 i højdespring. 
Hun vandt højdespring ved verdensmesterskaberne i atletik 2022 i Eugene med en ny australsk rekord på 2,02.
Ved sommer-OL 2024 vandt hun bronze i højdespring for damer.